# Прекид стварности
Прекид стварности је ДВД београдског музичког састава Канда, Коџа и Небојша, издат 2008. године у издавачкој кући ПГП РТС.
На диску се налазе видео-снимци концерата одржаних у београдском Дому омладине, 28. априла 2006. и на фестивалу Егзит, исте године. Осим тога, на диску је и пет композиција које је група направила за рок-оперу "Mozart...Luster...Lustig" Ирене Поповић, која је изведена 21. децембра 2006, у београдском Сава центру, као и фотографије бенда.

## Концерт у Дому омладине
1. Шафл
2. Тон по тон
3. Кад оживимо
4. Медитеран
5. Полако
6. Штастопојо
7. Данас небо силази у град

*обрада песме Игија Попа

## Концерт на Егзиту
1. Шафл
2. Кад оживимо
3. Данас небо силази у град
4. Најсветлији дан

## Композиције за ""
1. "" 1
2. "" 2
3. "" 3
4. "" 4
5. "" 5